# Le Bec-Hellouin
Le Bec-Hellouin è un comune francese di 420 abitanti situato nel dipartimento dell'Eure nella regione della Normandia. Deve il proprio nome a Erluino, cavaliere normanno che fondò nelle vicinanze, nell'XI secolo, l'abbazia di Bec, nella quale divenne monaco e vi rimase per 34 anni Sant'Anselmo.

## Monumenti e luoghi d'interesse
- Abbazia di Notre-Dame du Bec

## Società

### Evoluzione demografica
Abitanti censiti